# Ancistragrostis
Ancistragrostis, vrsta trave smješten u podtribus Echinopogoninae, dio tribusa Poeae. Jedina vrsta je A. uncinioides, trajnica sa Nove Gvineje i Australije ( Queensland )

## Sinonimi
- Calamagrostis uncinoides (S.T.Blake) Reeder
- Deyeuxia uncinioides (S.T.Blake) P.Royen & Veldkamp